# Umarex
Umarex (Eigenschreibweise: UMAREX) ist ein deutscher Waffenhersteller mit Sitz in Arnsberg (Stadtteil Neheim) im Hochsauerlandkreis. Zur Umarex-Gruppe gehört der Sportwaffenhersteller Carl Walther. Daneben werden unter der Marke Laserliner, Lasermessgeräte hergestellt.
Die Umarex-Gruppe besitzt auch die Lizenzrechte an den Waffen von Hämmerli.

## Geschichte
1972 wurde das Unternehmen als UMA Mayer & Ussfeller GmbH gegründet und stellte zunächst Gas- und Signalwaffen her. Ab 1978 kamen auch Druckluftwaffen hinzu. Bei der Übernahme der „Reck Sportwaffenfabrik Karl Arndt“ im Jahr 1979 veränderte sich der Name zunächst zu Umareck, später dann Umarex. Das Ziel des Unternehmens war die Herstellung von möglichst originalgetreuen Replika-Waffen.
Der eigentliche Erfolg begann im Jahre 1978 mit der Reck PK 800. Diese Gas-Signal-Waffe war die nahezu perfekte Replika der berühmten Walther PPK. Heute ist Umarex der größte Druckluftwaffen-Importeur in Europa und weltgrößter Hersteller von Replikas. Lizenzen zum Bau der Gas-Signal- und CO2-Waffen erwarb Umarex von internationalen Waffenherstellern wie zum Beispiel Smith & Wesson und Carl Walther.
Im Jahr 1993 übernahm Umarex den traditionsreichen Hersteller Carl Walther. Im Jahr 2006 erwarb das Unternehmen außerdem die Rechte des ehemals Schweizer Sportwaffenherstellers Hämmerli von der L&O Group (Lüke & Ortmeier-Gruppe) mit Sitz in Emsdetten sowie 2008 die Lizenzrechte für freie Waffen des Herstellers Heckler & Koch.
1996 wurde die amerikanische Niederlassung Umarex USA in Fort Smith (Arkansas) gegründet.
Im Jahre 2010 wurde die Waffensparte des Spannwerkzeugherstellers Röhm aus Sontheim/Brenz übernommen (Schreckschuss- und Druckluftwaffen sowie LTS-Lichtwaffen-Technik). Das Unternehmen Umarex beschäftigt damit insgesamt etwa 840 Mitarbeiter und setzt unter Einschluss der Tochtergesellschaften jährlich rund 160 Millionen Euro um.
Die Pläne für das in Arnsberg-Voßwinkel geplante neue Logistikzentrum, das die drei Lagerstandorte in Arnsberg-Neheim und ein Lager in Werl ersetzen sollte, ruhen momentan. Wegen großer Absatzprobleme in den USA, bedingt durch dortige Engpässe bei Kleinkaliber-Munition, und wegen Exportbeschränkungen durch die deutschen Bundesbehörden in einige Länder wurde Ende 2014 der Anteil der seit 2008 beschäftigten Zeitarbeiter reduziert, einige Zeitarbeiter aber auch fest eingestellt. Um sich unabhängiger vom klassischen Waffengeschäft zu machen, will Umarex zukünftig verstärkt auch Freizeitprodukte und Zubehör für behördliche Sicherheits-, Einsatz- und Rettungskräfte verkaufen.
Ende September 2015 wurde bekannt, dass die Staatsanwaltschaft gegen die Tochtergesellschaft Carl Walther wegen der illegalen Ausfuhr von Pistolen nach Kolumbien ermittelt.
Am 27. September 2017 meldete die Staatsanwaltschaft Stuttgart über dpa die Einstellung des Verfahrens: Die nach Kolumbien ausgelieferten Kleinkaliber-Waffen seien „ohne militärische Bedeutung“ und der Export daher nicht genehmigungspflichtig gewesen.
Im Februar 2020 ging ein Prozess zu Ende, weil ein Mitarbeiter von Umarex in Arnsberg von 2015 bis Frühjahr 2019 Bauteile für mindestens 70 Pistolen (55 P 22 und 15 P 38) vom Werksgelände herausschmuggelte, zusammenbaute und an Zwischenhändler verkaufte. Weil Polizisten seit 2016 in Nordrhein-Westfalen immer wieder nicht registrierte und gekennzeichnete schussfähige P 22 beschlagnahmten, deutete dies auf das Umarex-Werk als Quelle hin. Die Sicherheitsvorkehrungen im Werk wurden verstärkt. Der Mitarbeiter wurde schließlich gefasst. Der Mitarbeiter wurde zu vier Jahren und zwei Monaten Haft verurteilt. Der Hauptzwischenhändler erhielt vier Jahre und neun Monate. Ein anderer Zwischenhändler bekam eine acht Jahre lange Haftstrafe auch wegen anderer Delikte. Zwei kleinere Zwischenhändler wurden zu Bewährungsstrafen und Bußgeldern verurteilt.

## Marken und Lizenzrechte (Auszug)
- Beretta (Gas-Signal-, CO2- sowie Airsoft-Waffen)
- Browning (Gas-Signal-, CO2- sowie Airsoft-Waffen)
- Colt (Gas-Signal- und CO2-Waffen)
- Hämmerli (Gas-Signal-, CO2-, Pressluft- sowie Airsoft-Waffen)
- Heckler & Koch (Gas-Signal-, CO2- sowie Airsoft-Waffen)
- Israel Weapon Industries IWI (Gas-Signal-, CO2- sowie Airsoft-Waffen)
- Oberland Arms (Airsoft-Waffen)
- Röhm (Gas-Signal-Waffen)
- Ruger (Druckluft- und CO2-Waffen)
- Smith & Wesson (Gas-Signal- und CO2-Waffen sowie Airsoft-Waffen)
- Glock GmbH (Gas-Signal-,CO2- sowie Airsoft-Waffen)